# Вольфарт, Герберт
Герберт Вольфарт «Персифаль» (нем. Herbert Wohlfarth; 5 июня 1915, Канадзава, Япония — 13 августа 1982, Филлинген) — немецкий офицер-подводник, капитан-лейтенант (1 октября 1940 года), участник Второй мировой войны.

## Биография
В апреле 1933 года поступил на флот в качестве кандидата в офицеры. В октябре 1936 года произведен в лейтенанты. Служил на тяжелом крейсере «Адмирал граф Шпее». В мае 1937 года переведен в подводный флот. Служил адъютантом 3-й флотилии, а в сентябре 1938 года стал вахтенным офицером подлодки U-16.

## Вторая мировая война
19 октября 1939 года назначен командиром подлодки U-14, на которой совершил 4 похода (проведя в море в общей сложности 61 сутки).
В первых 3 походах к берегам Шотландии и Норвегии Вольфарт потопил 9 небольших судов.
С 15 июня по 14 декабря 1940 года командир небольшой подлодки U-137 (Тип II-B). На ней он совершил 3 похода (38 суток в море). Действуя южнее Гебрид, Вольфарт потопил 7 судов (общим водоизмещением 25 465 брт.) и тяжело повредил вспомогательный крейсер «Чешир» (10 552 брт.).
6 февраля 1941 года Вольфарт принял командование над подлодкой U-556 (Тип VII-C). В своем 1-м походе в Атлантику потопил 4 судна (общим водоизмещением 18 583 брт.) и повредил еще 2.
15 мая 1941 года награждён Рыцарским крестом Железного креста.
26 мая оказавшись, по приказу, в точке охоты английских кораблей на «Бисмарк», не смог ему оказать помощи из-за отсутствия торпед выпущенных в предыдущие дни.
В подводном флоте получил прозвище «Персифаль».
Через 9 дней после начала 2-го похода — 27 июня 1941 года — подлодка Вольфарта была атакована юго-западнее Исландии британскими корветами «Нестартиум», «Килендайн» и «Гладиолус». Лодка получила тяжелые повреждения, и Вольфарт отдал приказ о капитуляции.
Всего за время военных действий Вольфарт потопил 21 судно общим водоизмещением 66 032 брт. и повредил 3 судна водоизмещением 20 455 брт.
Содержался в различных британских и канадских лагерях. В июле 1947 года освобожден.

## Воинские звания
- Зеекадетт (23 сентября 1933)
- Фенрих цур зее (июль 1934)
- Оберфенрих цур зее (апрель 1936)
- Лейтенант цур зее (октябрь 1936)
- Оберлейтенант цур зее (июнь 1938)
- Капитан-лейтенант (октябрь 1940)

## Награды
- Медаль «За выслугу лет в вермахте» 4-го класса (31 марта 1937)
- Железный крест 2-го класса (6 октября 1939)
- Медаль «В память 1 октября 1938 года» (20 декабря 1939)
- Нагрудный знак подводника (20 декабря 1939)
- Железный крест 1-го класса (1 октября 1940)
- Рыцарский крест Железного креста (15 мая 1941)
- Крест «За боевые заслуги» (Италия) (1 ноября 1941)

Дважды (26 сентября 1940 и 20 ноября 1940) упоминался в Вермахтберихт.